# Stijn Gijs
Stijn Gijs (Wilrijk, 31 december 1990) is een Belgische handbalspeler. 

## Biografie
Gijs begon op 17-jarige leeftijd met handballen bij Uilenspiegel Wilrijk. Na twee seizoenen bij dit Uilenspiegel Wilrijk ging Gijs naar de jeugdopleiding van Sasja. Hier werd hij in zijn eerste seizoen Belgisch kampioen bij de junioren en won hij met de 2de ploeg de super liga en promoveerde de ploeg naar 2de nationale. In zijn tweede seizoen bij Sasja sloot Gijs aan bij het eerste team. Daar debuteerde Gijs op het hoogste niveau in België en in de Benelux Liga.
In totaal speelde Gijs vijf seizoenen bij Sasja waarna hij voor één seizoen naar Sporting Pelt vertrok vanwege zijn studie. Met Sporting Pelt deed Gijs mee aan de finale van de nationale beker, echter speelde hij die bewuste wedstrijd niet, vanwege wegens een enkel blessure. 
Het seizoen erna trok Gijs terug naar Sasja. Ook met Sasja speelde hij de bekerfinale en speelde deze keer wel in de bekerfinale mee. In totaal speelde Gijs drie seizoenen voor Sasja, in zijn laatste seizoen scoorde hij maar liefst 103 keer in de BENE-League. Tevens kwam Gijs uit in de B-selectie van de Red Wolves in dat seizoen. 
Ondertussen zakte Sasja datzelfde jaar uit de BENE-League. Echter wilde Gijs nog een paar jaar verder gaan op het hoogste niveau. Hij vertrok toen naar Initia Hasselt waar hij in zijn eerste seizoen verkozen werd tot tiende-beste-speler in België.